# Harry Zevenbergen

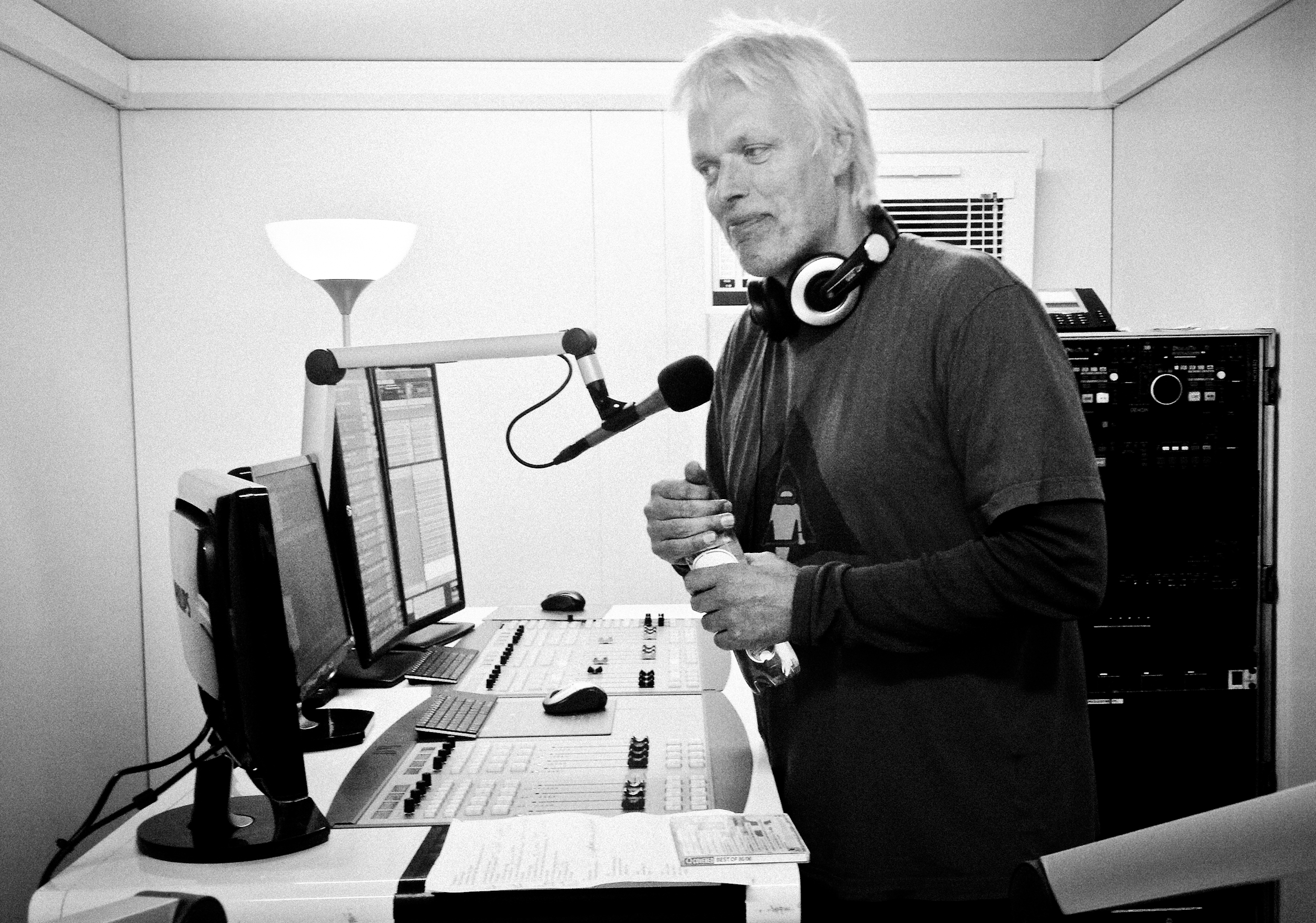
Den Haag FM met Harry Zevenbergen

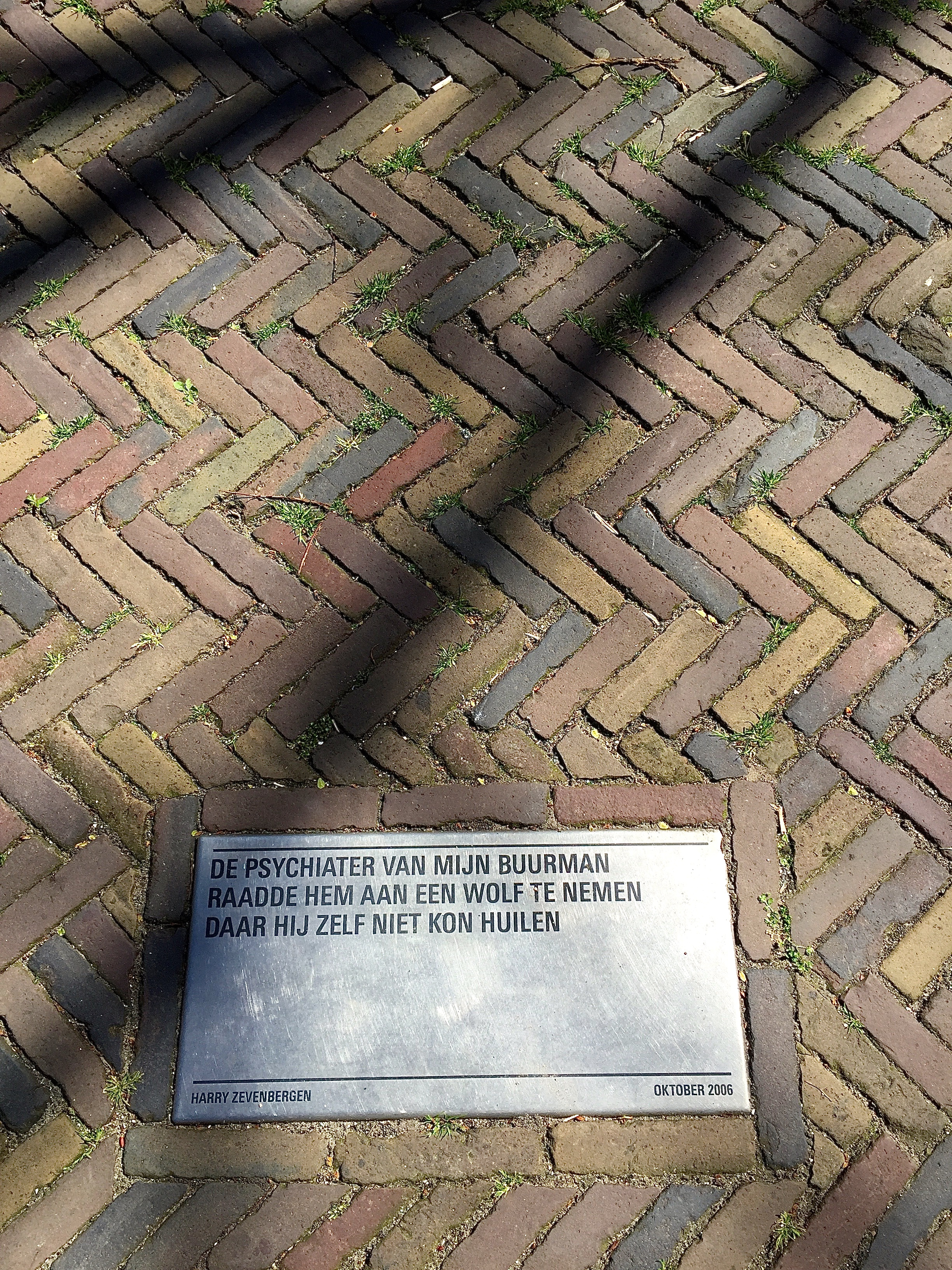
Gedicht van Harry Zevenbergen in een straat van Den Haag

Harry Zevenbergen (Randwijk, 12 juni 1964 – 8 maart 2022) was een Nederlandse dichter, bloemlezer en organisator van tal van poëzie-evenementen.
Hij trad met grote regelmaat op in Nederland, maar daarnaast toerde hij meerdere malen per jaar in Engeland, Schotland, Ierland en Noord-Ierland. Hij trad solo op en met de poëziepopgroep D.O.M.
Van 29 april 2007 tot 1 mei 2009 was hij de officiële Haagse stadsdichter.
Vanaf 2011 presenteerde hij bij Den Haag FM het Woordenrijk, een programma waarin de poëzie centraal staat.
Zevenbergen leed aan de ziekte van Alzheimer. Hij overleed op 57-jarige leeftijd.

## Als (mede-)samensteller
- Van Haagse dichters die voorbijgaan (BZZTôH, 2001)
- War on war, gedichten geen bommen (Papieren Tijger, 2003)
- Als de kraaien overvliegen, over voetbal in Den Haag en Scheveningen (Trespassers W, 2005)
- Met beide voeten in de modder, Dichter op locatie (Uitgeverij de Brouwerij, 2008)
- En dan nu de polonaise, over muziek in Den Haag en Scheveningen (Trespassers W, 2008)
- Met beide voeten in de modder II, Dichter op locatie II (Uitgeverij de Brouwerij, 2009)

## Discografie
- War on war, songs not bombs (Music & Words 2003) als (mede-)samensteller

- Nederlandse Thesaurus van Auteursnamen: 091436966
- Virtual International Authority File: 281683316